# Ryan McDonagh
Ryan McDonagh (* 13. června 1989 Saint Paul, Minnesota) je americký hokejový obránce hrající v severoamerické National Hockey League (NHL) za tým Nashville Predators.

## Hráčská kariéra
Dne 6. července 2010 podepsal nováčkovskou smlouvu s New York Rangers, čímž se vzdal závislosti na Wisconsinské Univerzitě, podobně jako jeho kamarád z dětství Derek Stepan, který podobnou smlouvu podepsal jen o pár dní dříve. Prvního utkání v dresu Rangers se dočkal 7. ledna 2011 proti Dallasu Stars, když hrál na začátku sezóny v AHL. 20. ledna pak získal svůj první bod v NHL, když přihrával na branku Brandona Prusta proti Carolině Hurricanes. Dne 9. dubna 2011 zaznamenal vítězný gól, vůbec první v jeho kariéře, proti New Jersey Devils, který zajistil mužstvu osmé a poslední postupové místo do play-off.

## Klubové statistiky
| Sezona      | Klub                        | Soutěž      | Základní část | Základní část | Základní část | Základní část | Základní část | Play off | Play off | Play off | Play off | Play off |   |
| Sezona      | Klub                        | Soutěž      | Z             | G             | A             | B             | TM            | Z        | G        | A        | B        | TM       |   |
| ----------- | --------------------------- | ----------- | ------------- | ------------- | ------------- | ------------- | ------------- | -------- | -------- | -------- | -------- | -------- | - |
| 2007/08     | Wisconsinská Univerzita     | WCHA        | 40            | 5             | 7             | 12            | 42            | —        | —        | —        | —        | —        |   |
| 2008/09     | Wisconsinská Univerzita     | WCHA        | 36            | 5             | 11            | 16            | 59            | —        | —        | —        | —        | —        |   |
| 2009/10     | Wisconsinská Univerzita     | WCHA        | 43            | 4             | 14            | 18            | 65            | —        | —        | —        | —        | —        |   |
| 2010/11     | Hartford Wolf Pack/CT Whale | AHL         | 38            | 1             | 7             | 8             | 12            | —        | —        | —        | —        | —        |   |
| 2010/11     | New York Rangers            | NHL         | 40            | 1             | 8             | 9             | 14            | 5        | 0        | 0        | 0        | 4        |   |
| 2011/12     | New York Rangers            | NHL         | 82            | 7             | 25            | 32            | 44            | 20       | 0        | 4        | 4        | 11       |   |
| 2012/13     | Barys Astana                | KHL         | 10            | 0             | 3             | 3             | 6             | —        | —        | —        | —        | —        |   |
| 2012/13     | New York Rangers            | NHL         | 47            | 4             | 15            | 19            | 22            | 12       | 1        | 3        | 4        | 6        |   |
| 2013/14     | New York Rangers            | NHL         | 77            | 14            | 29            | 43            | 36            | 25       | 4        | 13       | 17       | 8        |   |
| 2014/15     | New York Rangers            | NHL         | 71            | 8             | 25            | 33            | 26            | 19       | 3        | 6        | 9        | 8        |   |
| 2015/16     | New York Rangers            | NHL         | 73            | 9             | 25            | 34            | 22            | 3        | 0        | 0        | 0        | 0        |   |
| 2016/17     | New York Rangers            | NHL         | 77            | 6             | 36            | 42            | 37            | 12       | 2        | 5        | 7        | 12       |   |
| 2017/18     | New York Rangers            | NHL         | 49            | 2             | 24            | 26            | 20            | —        | —        | —        | —        | —        |   |
| 2017/18     | Tampa Bay Lightning         | NHL         | 14            | 2             | 1             | 3             | 0             | 17       | 0        | 5        | 5        | 6        |   |
| 2018/19     | Tampa Bay Lightning         | NHL         | 82            | 9             | 37            | 46            | 34            | 4        | 0        | 0        | 0        | 2        |   |
| 2019/20     | Tampa Bay Lightning         | NHL         | 50            | 1             | 11            | 12            | 19            | 22       | 1        | 4        | 5        | 10       |   |
| 2020/21     | Tampa Bay Lightning         | NHL         | 50            | 4             | 8             | 12            | 14            | 23       | 0        | 8        | 8        | 14       |   |
| 2021/22     | Tampa Bay Lightning         | NHL         | 71            | 4             | 22            | 26            | 16            | 23       | 1        | 4        | 5        | 14       |   |
| 2022/23     | Nashville Predators         | NHL         | 71            | 2             | 18            | 20            | 22            | —        | —        | —        | —        | —        |   |
| 2023/24     | Nashville Predators         | NHL         | 74            | 3             | 29            | 32            | 31            | 6        | 0        | 1        | 1        | 6        | — |
| NHL celkově | NHL celkově                 | NHL celkově | 928           | 76            | 313           | 389           | 357           | 191      | 12       | 53       | 65       | 101      |   |

### Reprezentační statistiky
| 2007            | USA 18          | MS18            | 7  | 0 | 3 | 3 | 4 |
| 2009            | USA 20          | MSJ             | 6  | 0 | 3 | 3 | 2 |
| 2011            | USA             | MS              | 7  | 0 | 1 | 1 | 2 |
| 2014            | USA             | ZOH             | 6  | 1 | 1 | 2 | 0 |
| 2016            | USA             | SP              | 3  | 2 | 0 | 2 | 0 |
| Junioři celkově | Junioři celkově | Junioři celkově | 13 | 0 | 6 | 6 | 6 |
| Senioři celkově | Senioři celkově | Senioři celkově | 16 | 3 | 2 | 5 | 2 |

#### Profily
- Ryan McDonagh – statistiky na Hockeydb.com (anglicky)
- Ryan McDonagh – statistiky na Elite Prospects (anglicky)
- Ryan McDonagh – statistiky na NHL.com

| Předchůdce          | Ryan McDonagh                                | Nástupce             |
| David Fischer (USA) | Výběr v prvních kolech New York Rangers 2007 | Max Pacioretty (USA) |